# Dadai Géza
Deési Dadai Géza, Daday (Dés, 1844. december 21. – Dunavecse, 1910. február 11.) nyomdai revizor.

## Életútja
Dadai Sándor városi tanácsos és Toldy Mária fia. Iskoláit szülőhelyén kezdte és a szamosújvári gimnáziumban folytatta. Hajlamát követte, midőn 1862-ben a nyomdászati pályára lépett és tanulóéveit kitöltve, Kolozsvárról Budapestre ment, ahol a Pallas részvénytársaság revizoraként működött. Munkatársa volt a budapesti Revizió élclapnak (1868.) és a Szegedi Naplónak.
Szerkesztette és kiadta Szegeden a Savanyú című nyomdász élclapot 1870. május 1-től, melyből nyolc szám jelent meg, és a Häring című szintén nyomdász élclapot Budapesten 1871. november 1-től december 31-ig, melyből négy szám látott napvilágot.
1881-ben a II. magyar országos nyomdászgyűlésen határozati javaslatokat nyújtott be a vidéki egyletek számának csökkentéséről, valamint „Magyarország és mellékországainak nyommdászviszonyaira vonatkozó statisztika összeállításáról”.
Sok cikke jelent meg a Typographiában, Nyomdászok közlönyében, melynek szerkesztőbizottsági tagja volt (1883-85. A betűk oxydálása, A talmi Herakles, még egyszer a papirgyártásról sat., Poseidon álnév alatt is); segédszerkesztője a Magyar Nyomdászatnak (1888 óta, cikkei: A görögök és rómaiak publicistikája, A rövidlátásról, A prágai kiállítás, Abádi Benedek és a sárvári nyomda, A lemez használhatósága stb.)
1899-ben magánzóként lakott Budapesten a Soroksári úton. Mellhártyalob következtében hunyt el Dunavecsén 1910-ben.